# Bye Bye Birdie
Bye Bye Birdie és una pel·lícula musical estatunidenca de George Sidney estrenada el 1963. Ha estat doblada al català.

## Argument[2]
A Nova York, el Sr. Albert F. Peterson (Dick Van Dyke) estima la seva secretària Rosie Deleon (Janet Leigh). No gosa dir-ho a la seva mare Mama Mae Peterson (Maureen Stapleton) per por de trastornar-la. És una mare jueva molt possessiva! Escriu cançonetes i desitja ser molt conegut. El seu treball consisteix a escriure algunes cançons per a Conrad Birdie (Jesse Pearson) per a la televisió en hores de gran audiència. És un cantant molt popular entre les adolescents. Naturalment, ha d'abraçar una noia abans de la seva estrena per fer el seu servei militar. Per conèixer l'adolescent que serà escollida, Rosie Deleon amaga a l'atzar una fitxa en una taquilla. Aquesta designarà qui serà amb Conrad Birdie per a aquest famós petó. Cantarà Honestly Sincere després del discurs de l'Alcalde de la ciutat. En el moment d'una repetició al gimnàs, Conrad Birdie abraça la magnífica Kim McAfee (Ann-Margret) al final de la cançó One Last Kiss. El promès de Kim, Hugo Peabody (Bobby Rydell) no ho veu amb bons ulls. Naturalment, està molt gelós de Conrad. D'altra banda, els adolescents no ho aprecien molt, ja que les noies n'estan molt enamorades... Hugo Peabody deixarà passar aquest petit petó quan Conrad Birdie passi a la televisió al davant de milions de telespectadors?

## Repartiment
- Janet Leigh: Rosie DeLeon
- Dick Van Dyke: Albert F. Peterson
- Ann-Margret: Kim McAfee
- Maureen Stapleton: Mama Mae Peterson
- Bobby Rydell: Hugo Peabody
- Jesse Pearson: Conrad Birdie
- Paul Lynde: Harry McAfee
- Mary LaRoche: Doris McAfee
- Michael Evans: Claude Paisley
- Robert Paige: Bob Precht
- Gregory Morton: Borov
- Bryan Russell: Randolph McAfee
- Milton Frome: M. Maude
- Frank Sully: el barman
- Ed Sullivan: ell mateix
- Ray Bloch i la seva orquestra

## Premis i nominacions

### Nominacions
- 1964: Oscar a la millor banda sonora per Johnny Green
- 1964: Oscar al millor so per Charles Rice
- 1964: Globus d'Or a la millor pel·lícula musical o còmica
- 1964: Globus d'Or a la millor actriu musical o còmica per Ann-Margret